# Забожничье
Забожничье — термин в новгородской летописи, по-видимому, название одного из видов княжеской дани в Новгородской земле.
1228 год был для Новгородской земли неурожайным. Как сообщает Новгородская первая летопись(в современном переводе):
<…> той осенью шли дожди великие день и ночь <…>. До самого Николина дня не видели света: ни сена людям нельзя было добыть, ни нивы убрать. Из-за дождей погиб почти весь урожай, а потом началось наводнение <…>.
И это было вдвойне страшно, поскольку запасы продовольствия значительно сократило ещё переяславльское войско, собиравшееся летом в поход на Ригу и стоявшее на Городище.
Вече послало передать новгородскому князю Ярославу Всеволодовичу, чтобы он немедленно ехал в Новгород, сложил забожничье, запретил княжеским судьям ездить по «области»:
Пойди к нам, забожничье отложи, судей по волости не посылай. По всей воле нашей и по всем грамотам Ярославовым, ты — наш князь. Или ты по себе, а мы по себе?

## Интерпретация
Смысл слова спорен.
Карамзин высказывает предположение, что забожничьем называлась княжеская дань, собиравшаяся с немецких церквей в Новгороде, ибо божницами в России преимущественно именовались католические храмы. Более вероятно, что забожничьем назывался налог с уродившегося хлеба, взимавшийся натурой. В частности, С. М. Соловьёв отмечает, «нельзя ли скорее принять збожничье от збоже (жито)».
М. Н. Тихомиров отмечает: «Не вполне ясно, что значит „забожничье“, отмены которого добивались новгородцы» и, ссылаясь на В. И. Даля («забожить — присвоить неправою божбою, где нет улик»), предполагает, что речь идёт «о землях и людях, захваченных князем и его людьми путём односторонней „клятвы“ перед судом?». И. Я. Фроянов считает такое толкование сомнительным, указывая на безосновательное сближение существительного и глагола и отмечая, что, в отличие от движимой собственности, отсутствие улик в случае недвижимости нереально.
Б. А. Рыбаков высказал в одной работе предположение, что забожничье, связанное со словом «бог», было налогом на смердов, которые открыто выполняли языческие обряды (эту интерпретацию также поддерживают авторы-неоязычники). Он же высказал другое предположение: забожничье — это «репрессии за бесчинства против церкви». И. Я. Фроянов отметил, что первое толкование Рыбакова правдоподобнее второго. Поначалу Фроянов не соглашался и с первой интерпретацией Рыбакова, но затем сменил своё мнение. Была и третья версия толкования Б. А. Рыбакова: «забожничье» могло быть откупом от князя людей Новгородской земли, которые вернулись к языческой обрядности.

## Восстание в Новгороде
Из-за голода в Новгороде начались беспорядки. Виновником был объявлен владыка Арсений, которого едва не убили. После этого взметнулся весь город и пошли люди с оружием с веча грабить дома бояр. От взаимного истребления новгородцев спасла стихия: поднялся ураганный ветер, принёсший с Ильменя первый лёд, который разрушил «Великий мост» через Волхов, разметав восемь городниц (составные части моста) из девяти. Враждующие стороны были разделены Волховом, а малолетние сыновья Ярослава Александр и Фёдор были увезены бежавшими от бунта оставленными с ними для присмотра боярами: Фёдором Даниловичем и тиуном Якимом.

Далее летопись рассказывает подробности весны 1229 года (в современном переводе):
<…> резали людей живых и ели, а иные мертвячину с трупов срезали и ели, а третьи — конину, псину, кошек. На тех охотившиеся так делали: опалят огнём, а других обдерут. Кто-то мох ел, солому, сосну, кору липовую и листья, ил — кто что придумает. А иные, особо злые люди, часто поджигали дома богатых людей, где чуяли рожь, и растаскивали их имущество
Побег сыновей Ярослава был расценён как знак от самого Ярослава:
тогда же новгородци рѣша:
да аще сии что зло сдумавъ на 
святую Софѣю, а побѣглъ будет
а мы ихъ не гонилѣ, нь
братью свою есмя казнилѣ
а князю есмя зла не створилѣ
никоего же
да онъ имъ богъ и крестъ честныи
а мы собѣ князя промыслимъ
и, не дожидаясь более ответа, послали делегатов к Михаилу Черниговскому. На Фоминой неделе (первой после Пасхи), он вернулся в Новгород, целовал крест и дал свободу смердам пять лет дань не платить, если сбежал на чужую землю (имеется в виду новгородская колонизация новых земель), а тем, кто здесь живёт, платить дань, которую прежние князи установили. В то же лето заложили большой мост, выше старого.
Наведя относительный порядок в умирающем Новгороде, Михаил вместе с несколькими важными горожанами выехал по своим делам в Чернигов, оставив сына Ростислава. А перед этим послал гонцов к Ярославу с просьбой, чтоб тот ушёл из новгородского Волока. Ярослав ответил: «Не уйду. Вы — сами по себе, я — сам».